# قشلاق قرة تبة ملكلر
قشلاق قرة تبة ملكلر هي قرية في مقاطعة بارس أباد، إيران. عدد سكان هذه القرية هو 212 في سنة 2006.